# Ґрондек
Ґрондек (пол. Grądek, нім. Thalberg) — село в Польщі, у гміні Шренськ Млавського повіту Мазовецького воєводства.
Населення — 69 осіб (2011).
У 1975-1998 роках село належало до Цехановського воєводства.

## Демографія
Демографічна структура станом на 31 березня 2011 року:
|          | Загалом | Допрацездатний вік | Працездатний вік | Постпрацездатний вік |
| -------- | ------- | ------------------ | ---------------- | -------------------- |
| Чоловіки | 41      | 7                  | 31               | 3                    |
| Жінки    | 28      | 6                  | 16               | 6                    |
| Разом    | 69      | 13                 | 47               | 9                    |